# Contre-la-montre par équipes en relais mixte aux championnats du monde de cyclisme sur route 2019
Le contre-la-montre par équipes en relais mixte des championnats du monde de cyclisme sur route 2019 a lieu sur 28 kilomètres le 22 septembre 2019 à Harrogate, dans le Yorkshire, au Royaume-Uni. C'est la première fois que l'épreuve est au programme des mondiaux. La médaille d'or revient aux Pays-Bas, qui devancent l'Allemagne et le Royaume-Uni.

## Parcours
Le parcours consiste en un circuit de 14 kilomètres à travers la ville de Harrogate, dans le comté du Yorkshire du Nord, où les coureurs effectuent deux tours (28 km au total). Les trois hommes partent en premier et passent le relais à trois femmes qui effectuent également un tour. Le temps est pris sur la deuxième coureuse à l'arrivée.

## Participants
10 équipes nationales et l'équipe du Centre mondial sont inscrites. Chaque équipe est composée de 6 cyclistes (3 hommes et 3 femmes) :
| Équipes nationales (10)- Belgique - Danemark - Espagne - France - Grande-Bretagne - Allemagne - Italie - Pays-Bas - Slovénie - Suisse Équipe régionale et de club- Centre mondial du cyclisme |
| |

## Classement
| Rang | Coureurs                                                                                                 | Équipe                     |    | Temps           |
| ---- | --- | -------------------------- | -- | --------------- |
| 1    | Lucinda Brand Koen Bouwman Jos van Emden Riejanne Markus Bauke Mollema Amy Pieters                       | Pays-Bas                   | en | 38 min 27 s 60" |
| 2    | Lisa Brennauer Lisa Klein Mieke Kröger Tony Martin Nils Politt Jasha Sütterlin                           | Allemagne                  | +  | 22 s            |
| 3    | John Archibald Daniel Bigham Lauren Dolan Anna Henderson Joscelin Lowden Harry Tanfield                  | Grande-Bretagne            |    | 51 s            |
| 4    | Edoardo Affini Elena Cecchini Tatiana Guderzo Elisa Longo Borghini Davide Martinelli Elia Viviani        | Italie                     |    | 53 s            |
| 5    | Bruno Armirail Aude Biannic Jérôme Cousin Coralie Demay Séverine Eraud Romain Seigle                     | France                     |    | 1 min 23 s      |
| 6    | Elise Chabbey Robin Froidevaux Claudio Imhof Marlen Reusser Kathrin Stirnemann Joel Suter                | Suisse                     |    | 1 min 27 s      |
| 7    | Urška Bravec Eugenia Bujak Urša Pintar Tadej Pogačar Jaka Primožič Jan Tratnik                           | Slovénie                   |    | 1 min 58 s      |
| 8    | Louise Norman Hansen Julius Johansen Julie Leth Christoffer Lisson Martin Toft Madsen Pernille Mathiesen | Danemark                   |    | 2 min 04 s      |
| 9    | Jan Bakelants Sofie De Vuyst Valerie Demey Frederik Frison Senne Leysen Julie Van de Velde               | Belgique                   |    | 2 min 33 s      |
| 10   | Jonathan Castroviejo Mavi García Sheyla Gutiérrez Lluís Mas Sebastián Mora Lourdes Oyarbide              | Espagne                    |    | 2 min 43 s      |
| 11   | Teniel Campbell Dillon Corkery Ben Katerberg Petr Kelemen Anastasiya Kolesava Fernanda Yapura            | Centre mondial du cyclisme |    | 3 min 29 s      |